# Arteterapia

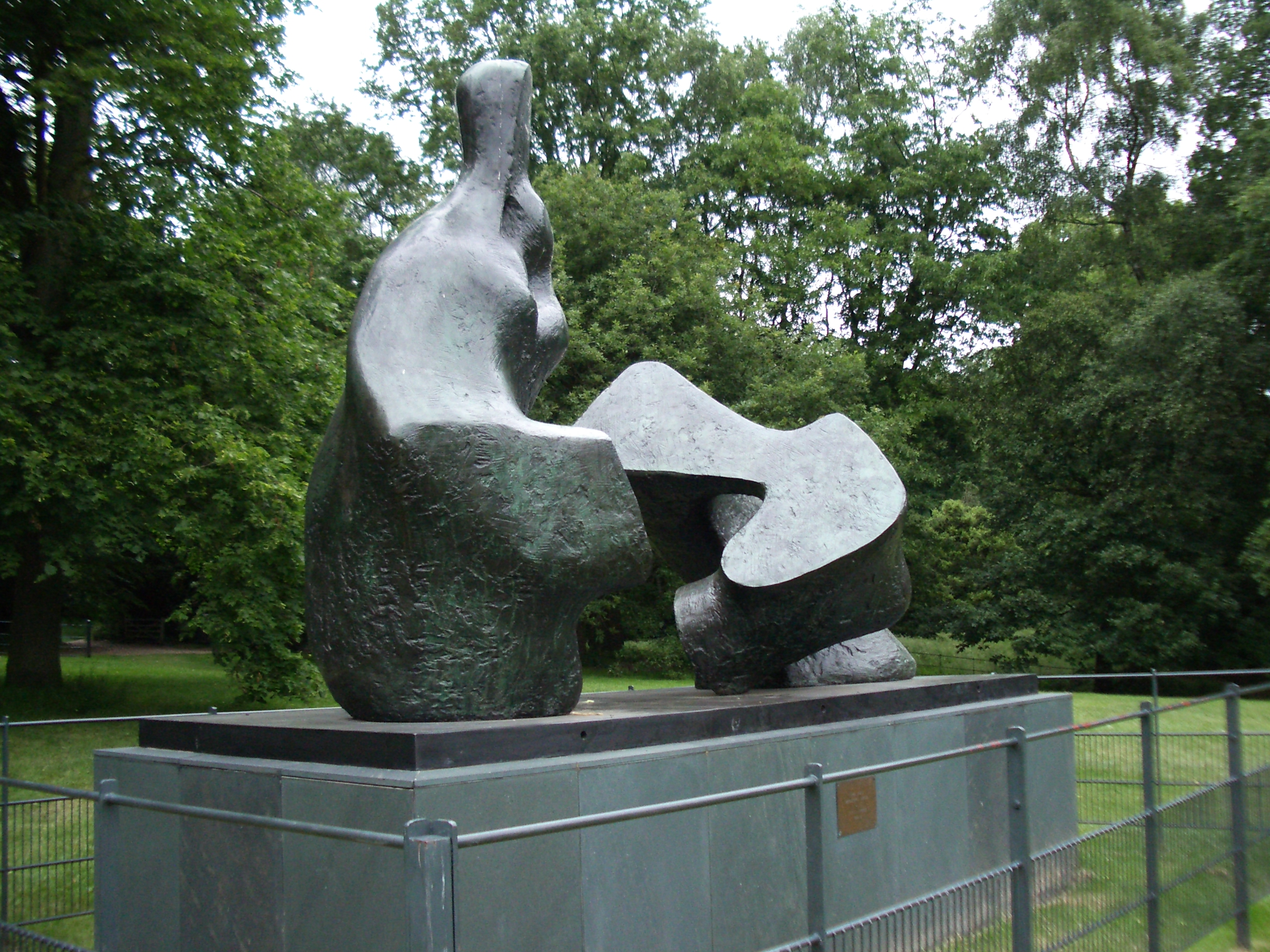
2 figure nº 5 di Henry Moore.

L'arteterapia è un percorso di appoggio e/o cura di indirizzo psichico. Questo tipo di tecnica con risvolti terapeutici è nata attorno agli anni quaranta, e discende da esperienze di psicoterapia dinamica e da pratiche dedotte dall'applicazione della psicoanalisi.

## L'arteterapia ieri e oggi
Per la musicoterapia e la teatroterapia vi sono origini che risalgono all'antichità. All'epoca, le suddette arti o le loro espressioni più coinvolgenti trovavano applicazione nella cosiddetta "normalità". Un esempio fra i tanti è la struttura del teatro greco che con i suoi rituali, ritmi e coro costituiva un "appoggio arteterapeutico" di massa senza esser stato studiato a tavolino per questo scopo, così come certi canti militari strutturati in determinato modo servivano a togliere, o meglio lenire, la paura dei combattenti allorquando si lanciavano contro l'avversario. Fra i metodi utilizzati, quelli seguiti tramite il travisamento dei partecipanti, presso la nazione delle 5 tribù, erano correlati a una "situazione teatralizzata". Di questi parla diffusamente Sigmund Freud nella prefazione delle prime edizioni del libro Totem e tabù. Il saggio infatti risente dell'influenza dei lavori dell'antropologo James George Frazer, il cui studio è una delle basi su cui si basa la ricerca riportata nel libro stesso. La tecnica citata di tipo "teatrale", considerata come anticipazione della metodica psicoanalitica, permetteva, anzi, invitava il combattente a convocare un "consiglio degli uomini", nel caso fosse turbato da ansie anche "incomprensibili". Tale consiglio ascoltava timori, fantasie e quant'altro il "guerriero" potesse pensare fossero per lui causa di turbamento e di stati angosciosi che avrebbero, oltretutto, messo a rischio, a causa della sua scarsa o nulla efficienza in determinate circostanze, la vita sociale. Tutti i membri del Consiglio erano tenuti al silenzio, in caso contrario sarebbero incorsi in un perpetuo ostracismo cioè all'allontanamento dalla comunità di colui che avesse infranto tale norma. Si tramanda che il guerriero dopo avere aperto il proprio animo al consesso, ne provasse gran giovamento.
Nei manicomi arabi sembra fossero applicate sedute di musicoterapia, mentre nel XIX secolo il dottor Philippe Pinel (1745-1826) e discepoli introdussero tale tecnica negli Istituti di cura europei per malattie psichiche. Ma è solo dal 1950 che l'arteterapia incominciò ad avere un suo peso nell'appoggio/cura di stati psichici disturbati divenendo terapia individuale per poi espandersi, laddove possibile, al gruppo, e orientandosi con maggior vigore verso metodi di espressione non verbale. Negli anni sessanta, sempre nell'ambito dell'arteterapia, si sviluppa un'altra modalità di lavoro chiamata fototerapia che utilizza le foto come strumento riabilitativo.
È utile ricordare che fino a oggi l'arteterapia, in Italia, è stata utilizzata come tecnica riabilitativa e/o di sostegno con il fine di ridurre gli handicap psicofisici di miglioramento delle capacità relazionali e di inserimento di gruppo per personalità affette da patologia che va al di là della nevrosi: è stata applicata da professionisti esperti nei più diversi campi, che vanno dalla musica alla letteratura, non arrivando mai alla psicoterapia in senso stretto, per mancanza di istituzioni che selezionassero e formassero un arteterapeuta professionalmente, con specifiche e istituzionalizzate nozioni di psicoterapia correlate alla loro applicazione col metodo dell'Arte. Attualmente cominciano a sorgere scuole di questo tipo.
È necessario sottolineare la mancanza di una figura che sappia riunire in modo coerente una solida formazione psichiatrica-psicoanalitica con spiccate e affermate, anche se relative, si intende, qualità artistiche. In Gran Bretagna tali interventi sono impostati da uno psicoanalista e/o psichiatra, che oltre a possedere rilevanti attitudini artistiche, corredate con bagaglio teorico necessario alla sua cosiddetta "spersonalizzazione artistica", ha la capacità di elaborare in forma terapeutica quanto può assorbire dalla seduta di arteterapia di gruppo e/o di singolo. In tal modo si viene a riunire in un unico soggetto sia lo psicoanalista sia il "maestro" artista. Va anche detto che la figura dell'arteterapeuta in Inghilterra si configura come specializzazione autonoma dopo gli studi in psichiatria e psicoanalisi. In Italia la situazione è profondamente differente.
Il luogo preposto all'applicazione della metodica arteterapeutica è generalmente un laboratorio avente in dotazione materiali a basso costo e possibilmente di vario tipo e provenienza. In casi particolari però l'applicazione nella scultura richiede un particolare settore del laboratorio con attrezzi e materiale ben specifici e talvolta costosi nonché misure di protezione e sicurezza. Per le espressioni corporee come gli esercizi ginnici e la danza, lo spazio a disposizione deve esser sicuro e adeguato alla libertà di movimenti.
In ambito localistico genovese, l'azione incominciata da Claudio Costa con lo psichiatra Antonio Slavich, ex-collaboratore di Franco Basaglia, coinvolse, con gli anni, un sempre maggior numero di artisti e professionisti, Miriam Cristaldi, critico d'arte, Gianfranco Vendemiati, attuale presidente dell'associazione IMFI,  Roberto Manfredi cofondatore del Centro Socioriabilitativo "Franco Basaglia"  e l'artista, psichiatra, Margherita Levo Rosenberg,  che, a partire dal 1990, conduce per alcuni anni laboratori di arte terapia, coadiuvata da altri artisti che si sono succeduti nel tempo. Tra questi Cea Boggiano, Serena Olivari e Alfonso Gialdini. La terapia col mezzo pittorico ha dunque una lunga storia a Quarto mentre, col mezzo scultoreo, prese avvio solo successivamente. Dopo la morte di Costa, che a Quarto aveva soprattutto portato avanti un'azione di rottura culturale con l'istituzione stessa dell'Ospedale psichiatrico - non aveva infatti competenze specifiche per occuparsi di arteterapia in senso stretto - Margherita Levo Rosenberg, cui competeva già da anni la responsabilità operativa degli atelier di arte terapia, ha assunto anche il ruolo di riferimento culturale nell'ambito dell'IMFI.

## L'arteterapia in Italia
In Italia Nicola Velotti nel 1991 stila il Manifesto per l’Arteterapia coadiuvato da artisti come Camillo Capolongo e conduce laboratori di arteterapia con l’artista Claudio Costa in collaborazione con lo psichiatra Antonio Slavich nell’ex O.P. di Quarto di Genova e nell’ex O.P. di Aversa con lo psichiatra Sergio Piro.

## Gli obiettivi e le modalità dell'arteterapia
L'arteterapia solitamente viene svolta in laboratori appositi che svolgono un vero e proprio setting terapeutico. In questi laboratori l'espressione dell'arte serve sia per raggiungere una propria autoconsapevolezza ma è anche utile per la "cura" di situazioni problematiche. L'arteterapeuta gioca un ruolo importante perché deve cercare di evidenziare il lato significativo e comunicativo di questa terapia piuttosto che il lato bello nel senso estetico. L'obiettivo fondamentale è creare una relazione empatica con il soggetto, cosicché egli possa esprimersi senza filtri e non mostrare ansia da prestazione.
L'arteterapia permette al soggetto di:
- migliorare le proprie capacità comunicative, affettive e relazionali, così da avere una crescita personale
- riconoscere la propria emotività, così da entrare in sintonia con il suo mondo interiore
- "avvicinarsi" al proprio disagio, in modo tale da capire le proprie sofferenze rielaborandole in una nuova e personale chiave
- nel caso in cui la terapia venga effettuata in gruppo cercare di condividere i propri stati interiori con gli altri così da creare uno spazio comune di riflessione.

L'obiettivo dell'arteterapia non è tanto il prodotto artistico, piuttosto il percorso che l'utente attiva per raggiungere tale prodotto.

## Il gruppo di lavoro

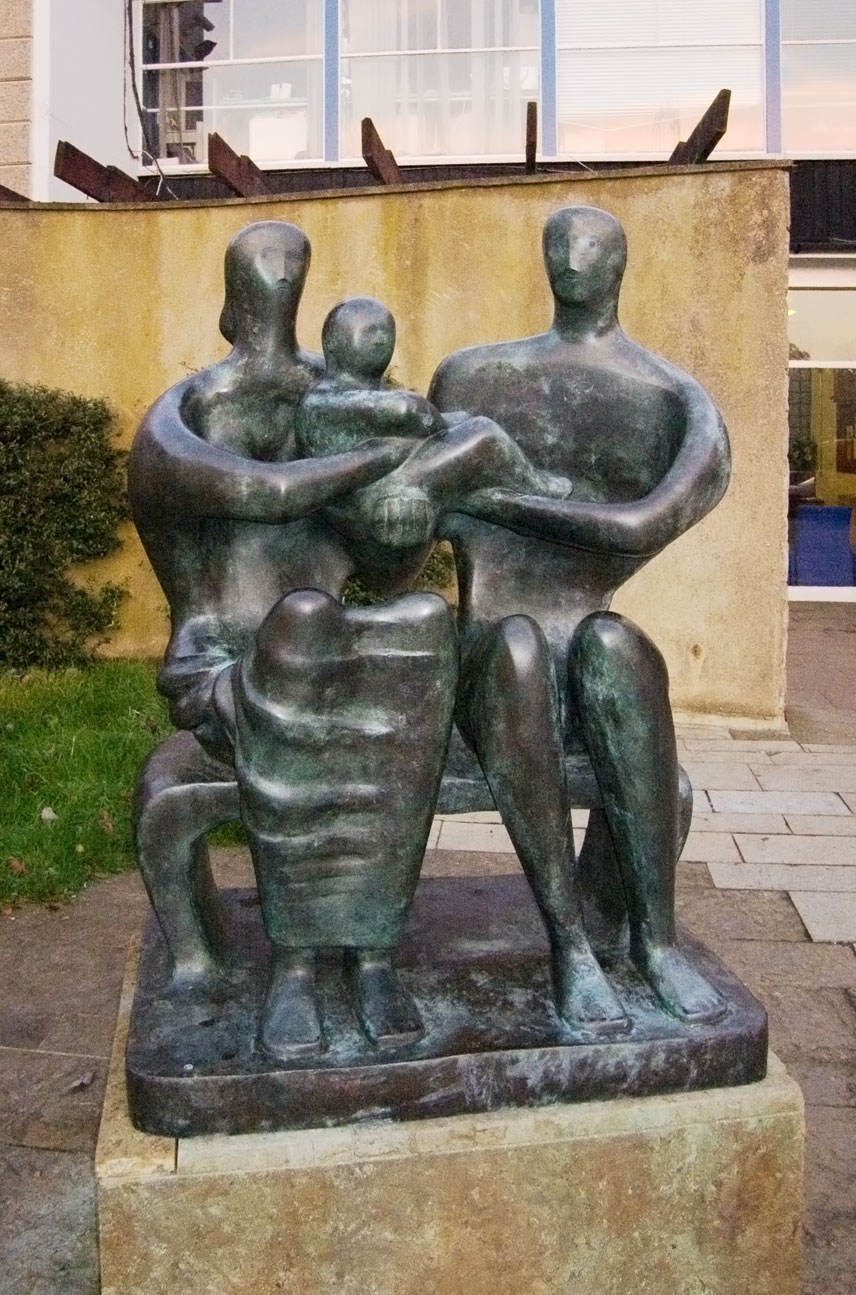
Gruppo familiare di Henry Moore

### L'artista
Figura centrale, anche se non indispensabile, dell'arteterapia. Può infatti bastare un buon terapeuta con competenze artistiche indirette a curare con il medium artistico. La premessa affinché l'artista possa garantire un solido contributo in interventi di tale genere è "l'annullamento" di parte della "personalità artistica" del "maestro", o per meglio dire di quei dati caratteriali spesso legati alla cosiddetta capacità artistica che non solo possono essere di peso, ma deleteri e invalidanti (e in primis la tendenza egocentrica dell'artista).
Gli interventi, in tal caso potrebbero essere inutili o addirittura peggiorare la situazione psichica dei discenti (malati), quindi deve esser ben chiaro al "maestro" sia il perché vuole interagire con gruppi di persone che spesso la gente "normale" tende a evitare, sia il modo con cui intenderà impostare tale interazione.
A questo scopo sono indispensabili una serie di colloqui propedeutici prima dell'inizio del corso con uno o più professionisti, ovvero psichiatri e psicoanalisti, anche a livello personale, se possibile.
Il maestro deve fare in modo che l'allievo possa autocorreggersi limitando al massimo gli interventi diretti su di lui e lasciandogli piena libertà di affrancarsi dai propri tormenti. Lo stesso discente, con l'aiuto discreto, non invadente, del maestro, dovrà col tempo trovare un suo equilibrio applicando a sé stesso una forma di autodisciplina, indotta discretamente, non imposta, dal maestro.
(–  dice Luca Trabucco, psichiatra psicoanalista.)
Importante è anche il momento del consenso, da parte del fruitore, dell'opera svolta e prodotta da questo particolare tipo di rapporto fra discente e maestro. Il momento della comprensione del lavoro svolto e la gratificazione che ne deriva per il discente generano in tal modo o potenziano la sua autostima.
Trabucco prosegue:
Quindi è necessario, sotto la guida dello psichiatra-artista, che il "maestro" organizzi (o collabori quantomeno con la sua assidua presenza), incontri e/o mostre dei lavori svolti. Compito specifico dello psichiatra-artista è fare in modo che l'autostima non sfoci nella megalomania da parte dei "discenti". Dovrà altresì prendere, nel contempo, visione per l'utilizzo terapeutico, del caos fuoriuscito dal lavoro del "discente". Compito comune fra "maestro" e psichiatra-artista è dimostrare al gruppo la sussistenza, fra di loro, di rapporti di amicizia e collaborazione nella fase organizzativa degli incontri col pubblico. È questa una dimostrazione ovvia e indispensabile che deve aver luogo durante lo svolgimento del corso scultoreo.
Uno o due incontri col futuro gruppo di discenti, presente lo psichiatra-artista, che deve osservare e aver funzione di moderatore-mediatore, sono consigliabili prima dell'articolazione della struttura operativa del corso stesso onde poter raggiungere un grado di familiarizzazione soddisfacente all'interno del gruppo. Il "maestro" deve cimentarsi senza preparazione di soggetto, anche a richiesta dei futuri possibili discenti, su un blocco di gesso o cemento che ha preparato prima, tentando di attrarre l'attenzione sul futuro lavoro scultoreo in persone che la lunga degenza nell'ospedale psichiatrico può aver reso "spente" agli stimoli. Tale situazione con i relativi "rischi" di non riuscita (qui interverrà lo psichiatra-artista nella sua funzione di mediatore-moderatore), è molto importante per la formazione del futuro gruppo e per diffondere la credenza sulle possibilità terapeutiche di tali metodi di intervento poggiandosi sull'ambiente della comunità. È inoltre di grande utilità che il "maestro" in prima persona si occupi della preparazione, rinvenimento, aggiustamento, recupero, revisione degli attrezzi necessari per i quali è fondamentale la messa a punto e posizione idonea per poter interagire col gruppo di discenti. È necessaria anche la presenza di pesanti e robusti "cavaletti" ovvero di banconi da lavoro. In tale azione è coinvolta la comunità presente, non solo i futuri discenti, con l'aiuto fattivo e relazionale della comunità degli ausiliari più adeguati e pazienti verso un tipo di lavoro inusuale.
- Ovvero il "maestro" deve mettere a disposizione la sua capacità tecnica empatica e di immaginazione, ponendosi sempre in secondo piano rispetto allo scopo preposto, che è l'appoggio terapeutico, e alle indicazioni dello psichiatra-artista conduttore del gruppo, non escludendo il fatto che all'interno di esso vi possano essere dei veri artisti "in nuce". A questo proposito il cui caso più significativo fu quello di Davide Mansueto Raggio[7] seguito personalmente da Claudio Costa, per riferirci solo all'ambito genovese. Certo non può esser fatta l'equivalenza "disturbato" = artista in nuce. Il "maestro" non opportunamente preparato rischia infatti un'oscillazione estremizzante fra i due aspetti suddetti a tutto discapito della riuscita degli obbiettivi del corso.

### La figura dello psichiatra-artista

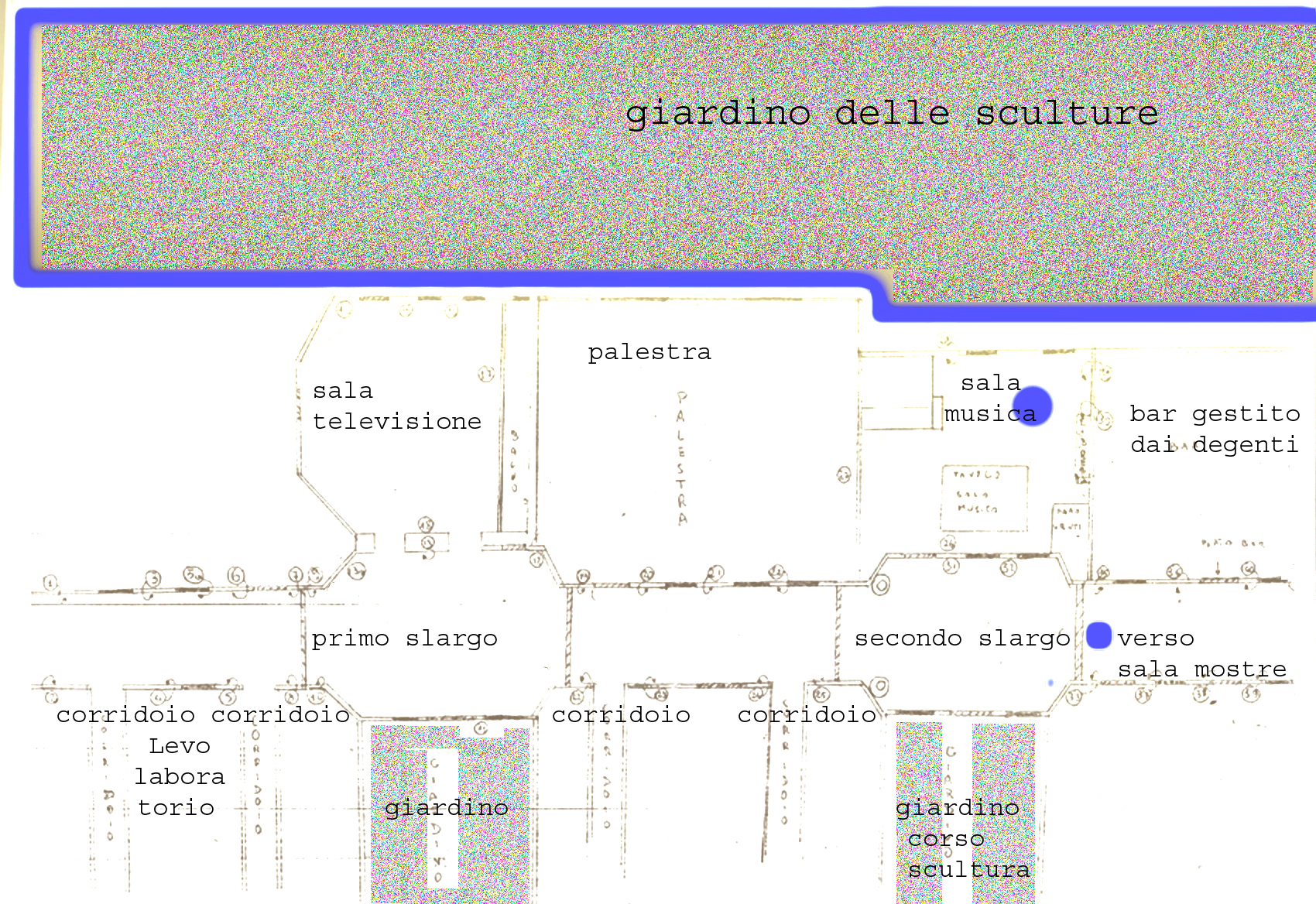
Pianta del Museattivo Claudio Costa, le parti colorate sono i giardini che circondano l'edificio. I cerchietti piccoli son numerati e son serviti indicativa di dove i lavori. I due tondi blu indicano il tavolo delle riunioni (quello più grande) nella "sala Musica", l'altro più in basso il portone interno di passaggio per il corridoio che portava al bar gestito dai pazienti, e, andando avanti, alla sala mostre utilizzata sia per i degenti sia per gli artisti professionisti) posizionata sulla sinistra, dalla quale sempre sulla sinistra si usciva nel "Giardino delle Sculture". Il secondo giardino più piccolo in basso è quello nel quale si tenevano i corsi di scultura mentre il "Giardino delle Sculture" con le opere permanentemente in mostra è rappresentato dalla fascia colorata al di sopra della mappa di interno uscendo dalla sala mostre. Adesso tutto il museo è spostato in uno degli edifici prospicienti al complesso terapeutico casa Michelini mentre il Giardino delle Sculture è stato riposizionato nei diversi giardini di tale complesso; nell'ampio spazio dentro l'edificio fra i primi due corridoi, visualizzati in basso nella mappa, era sistemato il laboratorio arterapeutico della psichiatra-artista Margherita Levo Rosenberg.

Il coconduttore del gruppo assieme al "maestro" scultore deve essere inevitabilmente uno psichiatra, ovvero un esperto dei rapporti che dovranno instaurarsi con i vari discenti e che ne conosca la singolare storia. Lo psichiatra si occuperà della scelta del gruppo assieme al "maestro" dopo aver vagliato le capacità del "maestro scultore" che a sua volta vaglia il rapporto empatico che ha con lo psichiatra. Non vi possono essere disaccordi di fondo sulla gestione del gruppo, e la priorità di decisione l'ha lo psichiatra, ovviamente.
Molto spesso si occupa di questo settore uno psichiatra con forti tendenze artistiche, se non artista lui stesso, e non è escluso uno specialista assolutamente al di fuori sia delle problematiche sia degli aspetti estetici. In tal caso potrebbe però essere meno agevole il già complesso rapporto empatico fra psichiatra e "maestro" scultore perché verrebbe a mancare una linea di interesse comune di là dal lavoro sul gruppo. Anche se gli stili prediletti da psichiatra e "maestro" possono essere diversi, la loro sensibilità ed esperienza devono comunque guidarli nella scelta ritenuta migliore per i discenti.
Così come altri luoghi, anche i giardini dell'ex ospedale psichiatrico di Quarto, legati com'erano, nell'immaginario collettivo, alla realtà storica di emarginazione, circondati da un alone di mistificazione rispetto alla realtà del disagio psichico, vissuti come topoi [Τόποι] della follia e del degrado, abitati da gatti e scarafaggi, contaminati da malattie e malati, non hanno goduto di buona reputazione fino a pochi mesi or sono.»
 lo spazio reinventato di Margherita Levo Rosenberg, conduttrice degli interventi con metodo scultoreo, e prosegue
È altresì indispensabile, durante il ciclo di incontri, tenere più o meno brevi riunioni con lo psichiatra-artista, che conduce il corso assieme al "maestro", subito prima e subito dopo ogni incontro. Subito prima, sia affinché lo/la psichiatra renda edotto il maestro delle sue deduzioni sull'incontro precedente sia per la tattica da seguire nell'imminente incontro che può variare a seconda dell'umore anche momentaneo dei "discenti" e della dinamica del gruppo. È anche utile, se non indispensabile, un corso comune fra maestro e psichiatra-artista supervisionato da un terzo psicologo, "direttore" del corso, ma non partecipante al corso. Quest'ultimo può al massimo effettuare rapide visite senza alcun intervento sul gruppo. Ovvero il tipico osservatore esterno, parafrasando il gergo usato nelle scienze fisico-matematiche. Il colloquio personale fra psichiatra-artista e maestro è necessario non solo per analizzare quanto fatto per progettare un successivo incontro ma anche per il "maestro" che se fortemente empatico (cosa utilissima per lo svolgimento del corso a condizione che non faccia trasparire in modo disturbante le emozioni), ha bisogno del supporto dello psichiatra-artista per elaborare il dolore "assorbito" dal gruppo dei malati e dall'ambiente. Più il corso va avanti, più questa fase diventa meno pesante per motivi di adeguamento da parte del "maestro" sia al gruppo sia all'ambiente.

### Gli ausiliari
Nelle prime fasi la presenza di ausiliari è dovuta a motivi di sicurezza e di intervento immediato vista la pericolosità degli attrezzi utilizzati nello specifico della scultura. L'esperienza dimostra comunque che pur con tensioni non ci son stati mai episodi che richiedessero un intervento diretto degli ausiliari, la cui presenza può essere sempre meno indispensabile e anche sparire del tutto se il corso ottiene buoni risultati. Da questo si deduce che anche il personale ausiliario dovrà avere un ottimo rapporto con i malati in questi tipi di interventi. Gli ausiliari possono "sparire" del tutto, ma la loro presenza è generalmente gradita e utile per aumentare il peso del rapporto empatico positivo di gruppo.
Le prime azioni che misero in contatto diretto i malati con strumenti utilizzabili come armi sotto il controllo di ausiliari specializzati in tale tipo di terapie di gruppo furono poste in atto dagli operatori psichiatrici di Pratozanino (ospedale psichiatrico di Cogoleto) che diedero vita con i malati a una comunità agricola. Tale intervento, pur non essendo "arteterapico" ha avuto un'importanza storica proprio perché, come si è già accennato, si avvaleva di tecniche scultoree, ponendo i malati a contatto diretto con attrezzi usabili come armi: l'intervento ebbe pieno successo e permise alla comunità stessa di prosperare per lungo tempo.
Bisogna mettere in evidenza che tale intervento, fra i più efficaci del settore, non è stato sottolineato mediaticamente in maniera proporzionale al suo peso, forse perché (ricordando Sigmund Freud col suo detto sulla Saggezza della Balia, che dopo tanti anni di studio si rese conto quanto capisse una buona balia per istinto e intuizione) partì in maniera pratica, di intuito, da "subalterni", anche se successivamente fu poi supportato anche da una parte dei medici dell'ospedale psichiatrico di Cogoleto.

## Il gruppo dei discenti
Il gruppo formato dai discenti non può andare oltre le cinque unità, visto che il "maestro" dovrà tendere a seguirli in modo equo (in considerazione anche della complessità e della particolarità dell'intervento nel senso tecnico della parola), ovviamente con le dovute eccezioni per le quali è instradato dallo psichiatra-artista.
Il gruppo ha delle importanti funzioni terapeutiche, la condivisione della stessa esperienza e il sostegno reciproco alimenta la speranza nella risoluzione delle difficoltà, aiuta a contenere le ansie persecutorie, a disciplinarsi, a strutturare il tempo e a contenere l’ansia del vuoto, inoltre se i partecipanti vengono impegnati costantemente per il raggiungimento di obiettivi costruttivi l’esperienza di gruppo mette un argine alle forze autodistruttive presenti nel disturbo psichico, di cui la persona non sa, ma che costantemente la minacciano; il gruppo svolge anche una funzione di rispecchiamento, infatti nelle attività arte terapiche si mettono in gioco le proprie capacità o difficoltà espressive, relazionali, introspettive; il gruppo può supportare le funzioni dell’io del soggetto in panne, dapprima sostituendolo nello svolgimento dei suoi compiti, poi sostenendolo, gradualmente sempre meno, durante il suo percorso di crescita.

## Il problema del vandalismo nel suo risvolto originale dell'aggressività

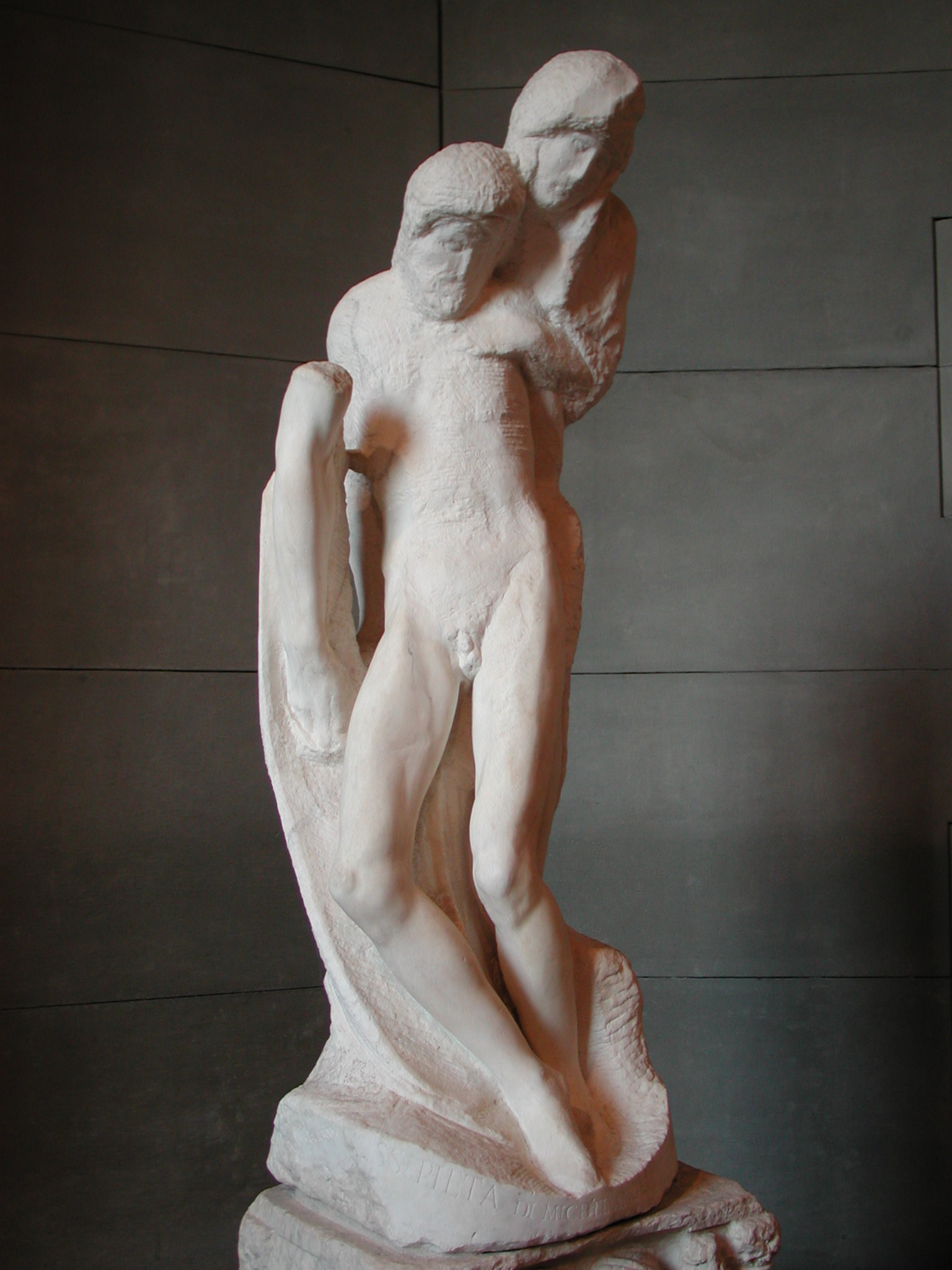
Pietà Rondanini, vista frontale.

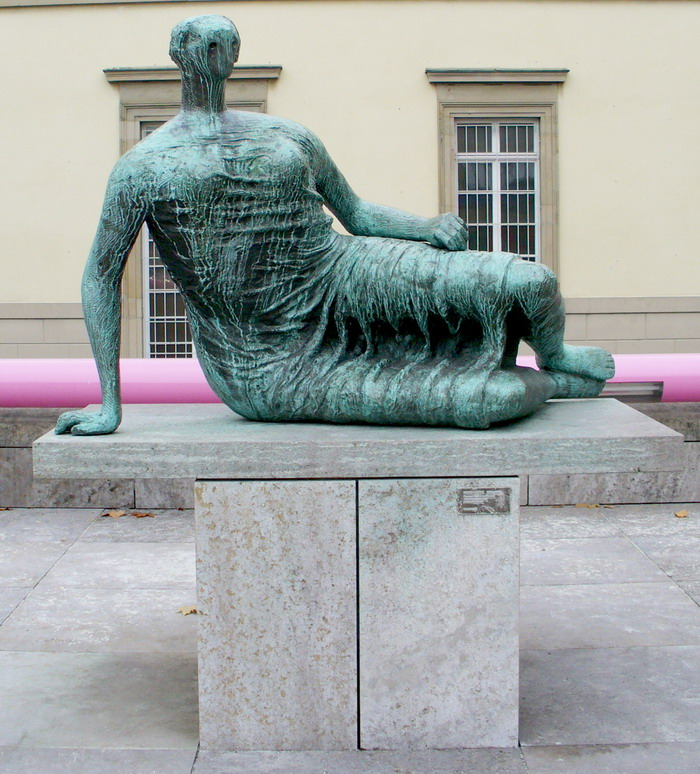
Possente figura femminile di Henry Moore.

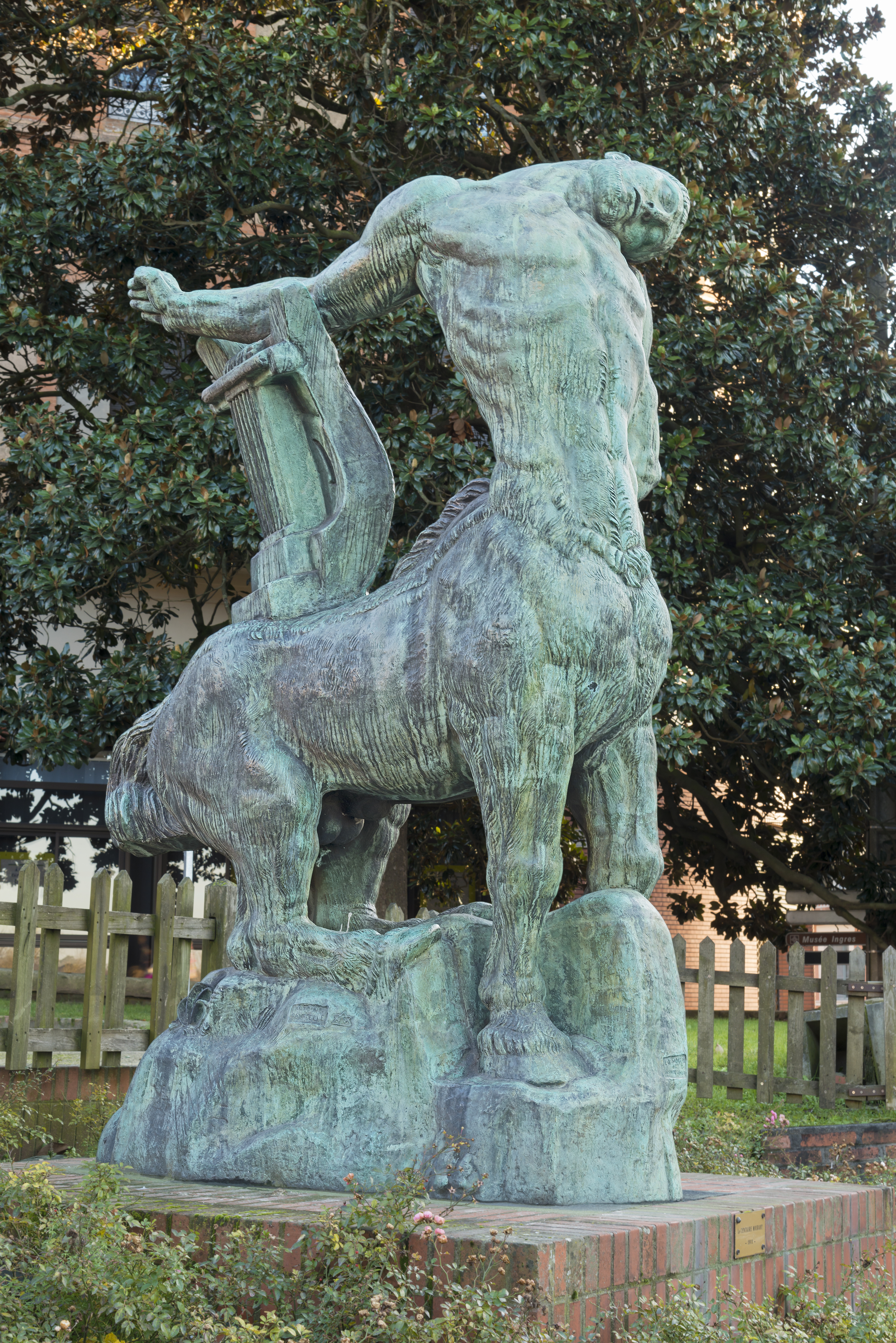
Centauro morente di Émile-Antoine Bourdelle.

Una chiarezza su questa problematica è indispensabile sia per la scelta e la strutturazione del gruppo sia per il buon rendimento del gruppo stesso. Ciò è diretta conseguenza della metodica usata, in quanto gli attrezzi vengono impiegati per colpire ovvero "offendere" il materiale duro, che pur sicuri che non è niente di vivo, per alcuni degenti rappresenta un atto collegato ad aspetti del loro carattere che ha bisogno di esser tenuto sotto controllo in modo ferreo. Accade infatti che, per coloro che possiedono un'aggessività superiore alla media nel gruppo discente, ci siano difficoltà a colpire il sasso in quanto hanno paura loro stessi della propria potenziale aggressività e di usare gli attrezzi non solamente per lavorare il sasso.
Ricapitolando, nel corso preparatorio per un intervento di tipo scultoreo, e durante il suo sviluppo, assume fondamentale importanza, il problema dell'aggressività. Non tanto per il banale motivo che si utilizzano attrezzi che potrebbero anche essere mezzi di offesa, ma piuttosto per il correlato psichico che invece permette di sfruttare, opportunamente guidato e controllato, il moto aggressivo. La relazione fra vandalo e artista ha radici molto antiche nel vissuto personale, e il vandalismo è strettamente legato all'aggressività, per cui è indispensabile aver nozioni sull'argomento inerenti aspetti psichici della scultura e nello specifico in riferimento al correlato aggressivo prima di poter intervenire mediante una tecnica scultorea come mezzo di appoggio terapeutico.
Si sono occupati di questi aspetti numerosi studiosi della mente e un buon numero di scultori. Dal relativo saggio di Simona Argentieri, studiato nella sua estensione, si traggono utilissime indicazioni, visto anche che come soggetto di studio è considerato fondamentalmente Michelangelo:
(Simona Argentieri, membro dell'International Psychoanalytical Association; analista didatta dell'Associazione Italiana di Psicoanalisi SPI)
Ovvero l'opera attaccata dal vandalo o creata dall'artista, oltre ad aver basi comuni a livello di azione fisica può essere anche una sintesi fra azione di distruttività e creatività nel caso dell'artista. Simona Argentieri spiega tali concetti focalizzando l'attenzione sulla Pietà Rondanini.
Secondo la studiosa vi sono collegamenti simbolici a ricordi molto più antichi della mente, difficilmente recuperabili in modo cosciente, sia in senso distruttivo, sia riparatorio, sia in entrambi i sensi. Tali collegamenti, essendo indissolubilmente legati fra di loro, sono talvolta difficilmente recuperabili verbalmente anche con tecniche psicoanalitiche del profondo.
L'impulso "vandalico", quindi, è utilizzabile se guidato e instradato verso la creatività, in senso lato non strettamente artistico, ovvero la costruzione di un oggetto che soddisfi l'autore e permetta di esser mostrato e quindi entrare in relazione col fruitore: tale elaborazione dell'impulso vandalico, ovvero aggressivo, per tornare alla sua radice, ricorda il verso:
(Fabrizio De André - Via del campo)
La definizione di atto distruttivo data da Giulio Carlo Argan, per indicare sinteticamente il processo creativo, è da prendere nel contesto del discorso di Argan e non nel senso letterale del termine, ovviamente, e viene espresso con forza per sottolinearlo; Simona Argentieri analizza poi nel dettaglio le evoluzioni della pietà di Michelangelo fino alla Rondanini.
D'altro canto Sir Herbert Read, poliedrico scrittore, critico e poeta, parla della possibilità di trasformare un impulso aggressivo in maniera creativa e la sua intuizione è stata rielaborata e sviluppata in modo da poter essere utilizzata come parte del sostrato teorico per gli interventi con la tecnica scultorea su materiale duro. Secondo Herbert Read l'impulso aggressivo-distruttivo può essere trasformato in qualcosa di creativo. Un'evoluzione della sua intuizione prende atto che l'impulso di per sé stesso non si può, in generale, trasformare ma si può utilizzare in modo diverso, così come un'ascia può servire per spaccar teste come facevano i Frisoni o si può usare per far legna da ardere per cuocere i cibi.
Quando il malato psichico con tendenze aggressive spezza un blocco di materiale duro, certo che c'è il piacere distruttivo, così come c'è nel "maestro" scultore, ma vedendo che quel gesto se instradato può fare "cose belle", nel senso anche soggettivo del termine, (ovvero sculture nello specifico in questione), il piacere distruttivo viene soppiantato, in parte, ma mai azzerato, dal piacere della riuscita dell'opera e quindi vi è come logica conseguenza una forma di controllo e finalizzazione creativa della distruttività stessa, e in prima istanza dell'aggressività generatrice della distruttività: il piacere di spezzare il sasso, in quanto gesto distruttivo, rimane, ma è subordinato alla costruzione del lavoro scultoreo.
La comprensione, ovvero il prender atto della realtà, cioè che l'impulso aggressivo non è trasformabile interamente e/o tout court è fondamentale per il buon fine dell'intervento di appoggio terapeutico. Questa conclusione può infastidire il "maestro" stesso, perché può essere vista sminuente della "purezza" e "l'importanza", soprattutto, del "risultato" dell'intervento "artistico" sui particolari discenti.
Torniamo quindi alla necessità della preparazione sul retroterra psichico, nel campo specifico della scultura, ma non solo, che deve possedere il "maestro", d'altro canto in generale è sempre meglio prendere atto dei limiti che la realtà impone e l'intervento di appoggio terapeutico, proprio per i suoi fini, deve esser ben radicato nella realtà.
A prescindere dal problema dell'aggressività, ma comunque correlato, in quanto riguarda problemi di vissuto personale del discente specifico o dell'artista in genere, hanno altresì importanza fondamentale gli scritti di Henry Moore sulla figura guida, che, a suo dire, confermato da Sir Herbert Read, è la figura di donna, il breve scritto di Émile-Antoine Bourdelle sul problema del rapporto fra lo scultore e il "Dio" (o "Dei", volendo), la "confessione" di Arturo Martini inerente alla fonte fondamentale della plastica della sua opera, il lavoro (sulla Sindrome di Stendhal) di Graziella Magherini Psicoanalisi e arte tra emozione e ricerca Michelangelo e il linguaggio degli affetti, il lavoro di Luca Trabucco Edvard Munch. Arte e trasformazione della sofferenza mentale. Riflessioni psicoanalitiche su un percorso artistico, per citarne solo alcuni.